# Tropaeolum huigrense
Tropaeolum huigrense är en krasseväxtart som beskrevs av Ellsworth Paine Killip. Tropaeolum huigrense ingår i släktet krassar, och familjen krasseväxter. Inga underarter finns listade i Catalogue of Life.